# Evolution: The Game of Intelligent Life
Evolution: The Game of Intelligent Life és un videojoc d'estratègia multijugador per a ordinador desenvolupat per Crossover Technologies i publicat per Discovery Multimedia el 1997. El joc és un simulador de vida en el qual cada jugador comença amb un tetràpode prehistòric i ha d'anar fent evolucionar espècies noves tot competint amb els altres jugadors pels hàbitats i pel territori que ofereix el món en el qual es desenvolupa el joc.

## Desenvolupament
Discovery Multimedia començà a valorar la idea de fer un joc sobre l'evolució a mitjans de la dècada del 1990. El 1996, Al Roireau, representant de l'empresa, es posà en contacte amb Crossover Technologies per començar a treballar en el desenvolupament d'un joc. Una de les primeres qüestions que hagué d'afrontar l'equip de producció fou l'estil del joc. En paraules de Greg Costikyan, el seu dissenyador, a la vida real l'evolució ni és un procés lineal ni segueix un camí determinat. Així doncs, un simulador excessivament fidel a la realitat no podria ser un joc perquè tot passaria a l'atzar. Per crear un joc, calia que el jugador hagués de resoldre problemes i prendre decisions amb l'objectiu de guanyar.
Una de les altres qüestions era trobar l'equilibri just d'intel·ligència artificial. Les criatures havien de ser prou intel·ligents per alimentar-se independentment de les accions del jugador, però no prou independents perquè aquest pogués ignorar-les. També s'hagueren de triar 162 espècies, i no més, perquè els models tridimensionals i les animacions de cada espècie ocupaven molta memòria.
| «                | Tanmateix, crec que val la pena destacar que no ens limitem a agafar bèsties del passat que tinguin un aspecte divertit i posar-les en un joc a la babalà. No és un Monopoly amb escates i ullals. | » |
| — Greg Costikyan | |   |

Els desenvolupadors del videojoc, que no tenien grans coneixements de paleontologia, hagueren de dur a terme investigacions per dotar el joc de realisme científic. A més de la programació del joc, també calia crear altres elements com la música, els efectes de so o les escenes cinemàtiques. L'abril del 1997, sis mesos després de començar el desenvolupament del joc, ja n'existia una versió alfa.

## Mecànica de joc
L'objectiu del joc és ser el jugador amb més punts al final de la partida, que es pot jugar en dues modalitats: joc complet i escenari.

### Joc complet
Comprèn la totalitat del joc, començant fa 360 milions d'anys en el Carbonífer i acabant 30 milions d'anys en el futur, encara al Cenozoic, excepte si algun jugador aconsegueix evolucionar una espècie intel·ligent amb anterioritat. Abans de començar la partida, es pot triar entre un món real o un món aleatori, la presència o no de desastres naturals, la proporció de terra i mar del mapa, la velocitat de la deriva dels continents, el nom del jugador i la quantitat de jugadors rivals, que poden ser entre un i sis.
Cada jugador comença amb un amfibi prehistòric diferent assignat a l'atzar: les diferents possibilitats són Acanthostega, Elginerpeton, Tulerpeton, Ventastega, Ichthyostega i Hylerpeton.
Moltes d'aquestes espècies poden seguir un determinat camí evolucionant a altres espècies. Per exemple, tant Ventastega com Acanthostega poden evolucionar a Seymouria, però les seves altres possibilitats evolutives són diferents. El fet que diverses espècies puguin evolucionar a una mateixa espècie evita coses com ara que, per exemple, un jugador que evolucionés el primer rèptil tingués el monopoli d'aquest tipus d'animals durant la resta del joc.
Si es juga en modalitat de jugador únic, els jugadors controlats per la intel·ligència artificial prenen el nom de cinc famosos paleontòlegs o biòlegs que contribuïren a l'estudi de l'evolució. Aquests científics són:
- Edward Drinker Cope
- Charles Robert Darwin
- Thomas Henry Huxley
- Othniel Charles Marsh
- Gregor Mendel

#### Evolució

Pantalla d'evolució de Leptictidium

Abans de fer evolucionar una espècie cal que prosperi i que augmenti la seva població. Cada criatura té dues barres: una barra de població i una barra d'alimentació. Perquè creixi la població d'una espècie, cal que s'alimenti bé, portant-la a llocs on l'hàbitat (aiguamolls, zones boscoses, boscos, planes, deserts, alta muntanya, baixa muntanya, glaciars o mars soms) i la temperatura siguin els més adequats. Si es troba en un hàbitat adient, la criatura s'alimentarà bé i la seva població augmentarà. Quan la barra de població arriba a 1.000, la criatura es divideix en dues criatures de 500 animals cadascuna. En cas que dues criatures diferents es trobin a la mateixa zona, la que estigui més ben adaptada al territori en qüestió s'emportarà la majoria del menjar, i l'altra podria tenir problemes per alimentar-se.
Cada espècie té una pantalla d'evolució amb diversos elements:
- La barra grisa de dalt (MA para la evolución) indica quants milions d'anys han de passar abans que l'espècie evolucioni; es va omplint de color blau a mesura que s'acosta l'evolució. Normalment es tracta d'un compte enrere, però si el nombre de criatures de l'espècie es redueix dràsticament, és possible que el nombre d'anys que queden no només no es redueixi sinó que fins i tot augmenti. De fet, com menor sigui la població d'una espècie, més llarg serà el temps d'espera per evolucionar.[3]

- La barra grisa del centre (Mejora de alimentación) mostra quin percentatge del potencial d'alimentació ha atès l'espècie – es va omplint de color verd a mesura que l'espècie s'acosta a la seva capacitat màxima d'alimentació. A mesura que una espècie prospera i es multiplica, millora la seva capacitat de trobar aliment en determinats hàbitats, fent que tingui més possibilitats de sobreviure-hi. Tanmateix, aquesta capacitat de millora no és il·limitada.[3]

- El menú desplegable de l'esquerra (Evolucionar a) indica a quines altres espècies pot evolucionar l'espècie seleccionada. El nombre d'evolucions possibles varia d'una espècie a l'altra, i hi ha algunes espècies que no poden evolucionar.

- El menú desplegable de la dreta (Combate contra) permet seleccionar contra quina espècie es millorarà l'habilitat de combat. Si l'espècie seleccionada és una espècie depredadora, millorarà la seva capacitat depredadora contra la presa en qüestió; si l'espècie seleccionada és una espècie no depredadora, estarà més ben preparada per enfrontar-se als atacs del depredador seleccionat.[5]

Cada espècie té cent punts d'evolució que es poden distribuir entre els tres tipus d'esforç evolutiu (evolució en una altra espècie, alimentació i combat). Com més punts es dediquin a un determinat tipus d'esforç evolutiu, més important i ràpida serà la millora en aquest àmbit.

L'urpa que apareix a l'esquerra de la imatge identifica Dimetrodon com a espècie depredadora.

#### Depredadors
Aquesta lluita per l'aliment i pels millors hàbitats es prolonga durant tot el joc, però aviat entra en acció un factor que pot canviar radicalment la direcció de la partida: l'aparició de depredadors.
Les espècies depredadores es poden distingir per l'urpa que hi ha al costat de la seva imatge. Aquestes espècies poden atacar altres criatures, i la seva efectivitat contra les preses depèn de les seves dimensions i del seu valor depredador. Un depredador pot ser una arma molt efectiva, ja que pot delmar les poblacions d'altres jugadors, impedint que les seves espècies evolucionin. També pot servir per eliminar ràpidament una nova espècie rival abans que tingui temps de multiplicar-se.
L'eficàcia en combat d'una espècie contra una altra depèn del seu valor de combat, que varia segons l'espècie; i del seu valor defensiu i el seu valor depredador, que depenen al seu torn de la mida del rival. Totes les espècies no depredadores tenen un valor depredador de zero.
Per exemple, un tiranosaure té aquests valors:
| Mida: Gegant         | Mida: Gegant         | Mida: Gegant         |
| Valor del combat: 25 | Valor del combat: 25 | Valor del combat: 25 |
| Valor defensiu       | Mida de l'oponent    | Valor depredador     |
| -------------------- | -------------------- | -------------------- |
| 20                   | Minúscul             | 4                    |
| 20                   | Petit                | 4                    |
| 10                   | Mitjà                | 8                    |
| 10                   | Gros                 | 15                   |
| 8                    | Enorme               | 16                   |
| 7                    | Gegant               | 15                   |

Els valors són triats per reflectir les relacions depredador-presa de la vida real. El tiranosaure, per exemple, no hauria de témer un ratolí, ja que té un valor defensiu de 20 contra els oponents de mida minúscula. Tanmateix, d'altra banda, el seu valor depredador contra el ratolí també és molt reduït (4), ja que en la vida real un tiranosaure no es dedicaria a caçar ratolins, i encara que ho aconseguís no li proporcionaria l'energia necessària per viure.

#### Desastres naturals
Un altre element important en el joc són les catàstrofes naturals, ja que poden eliminar totalment o en part espècies que anteriorment estaven molt esteses i donar una oportunitat de prosperar a les espècies anteriorment minoritàries.
Hi ha diversos tipus de catàstrofe:
- Petit impacte d'asteroide: algunes criatures moriran però difícilment quedaran extintes.
- Impacte mitjà d'asteroide: moltes criatures moriran i algunes podrien extingir-se.
- Gran impacte de cometa: extinció massiva.
- Vulcanisme: múltiples erupcions volcàniques que cobreixen milers de quilòmetres quadrats i que alliberen gasos i cendres a l'atmosfera, creen importants canvis climàtics.
- Volcà piroclàstic: una sola erupció a gran escala que crea confusió.
- Supernova propera: un augment de la radioactivitat causa morts i extincions arreu del món.
- Edat de gel: glaciació, descens de les temperatures i algunes extincions.

Hi ha diferents maneres que hi hagi una catàstrofe natural. A menys que el jugador hagi seleccionat l'opció «cap desastre» abans de començar la partida, n'hi haurà un a cada canvi de període geològic, que pot ser un desastre històric (és a dir, les mateixes catàstrofes que passaren en la vida real) o un desastre aleatori, segons com hagi estat configurada la partida. També hi ha un menú especial que permet al jugador desencadenar el cataclisme de la seva elecció, però aquesta opció queda desactivada en les partides multijugador.

#### Deriva continental i canvi climàtic
Finalment, l'últim element important en el joc són el moviment dels continents i els canvis climàtics entre diferents períodes geològics o dins d'un mateix període. Abans de començar la partida, es pot elegir si es prefereix una deriva continental corresponent a la històrica o una deriva continental aleatòria. Si es tria aquesta última opció, també es pot configurar la velocitat de deriva continental.
A més de canviar l'aspecte del mapa del món, els canvis en el planeta també inclouen canvis d'ecosistemes, dels pantans del Carbonífer a les planes obertes del Cenozoic, passant pels deserts del Permià. A més, tenen lloc processos orogènics que aixequen i ensorren muntanyes, augmentant o reduint l'altitud d'una determinada ubicació. Com que hi ha molt poques espècies que prosperin a les muntanyes baixes i cap que prosperi a l'alta muntanya, la distribució dels sistemes muntanyosos és un element geogràfic clau del joc.
Una altra qüestió important és la separació de masses terrestres: com que és difícil per la majoria d'espècies creuar grans masses d'aigua, quan dues masses de terra s'allunyen pot tenir diversos efectes; si totes les espècies d'una illa pertanyen a un jugador, podran prosperar-hi sense haver de competir amb les espècies dels jugadors rivals; però també podria ser que aquesta illa derivés cap a latituds menys benignes per l'espècie i aquesta, com que no tindria enlloc on fugir, acabés extingint-se.
La temperatura també influencia les possibilitats de supervivència de cada espècie. És gairebé impossible que els amfibis del Carbonífer, acostumats a temperatures mitjanes de més de 40 °C, sobrevisquin al fred Permià; o que Peltobatrachus, una espècie que necessita temperatures de 20 °C, pugui viure als calorosos pantans equatorials.
Així doncs, els canvis climàtics i geogràfics són probablement l'obstacle més gran al qual s'hauran d'enfrontar els jugadors d'Evolution, ja que són el factor més determinant. Un jugador que sàpiga adaptar-se bé als canvis tindrà un gran avantatge per guanyar –igual que en l'evolució, aquest joc es pot resumir en «adaptar-se o morir».

Deriva continental i processos orogènics des de l'inici del joc fins avui en dia (360 milions d'anys de diferència)

### Escenaris
En realitat, el mode «escenari» no és més que una versió més curta del joc complet. Hi ha tres escenaris diferents:
- Escenari Paleozoic: el joc comença en el Carbonífer i s'acaba a finals del Permià o quan un jugador evolucioni el primer dinosaure (bonificació del 50%). Com en el joc complet, cada jugador comença amb una única espècie.
- Escenari Mesozoic: el joc comença al Mesozoic inferior i s'acaba a finals del Cretaci o quan un jugador evolucioni la primera espècie intel·ligent (bonificació del 50%). Cada jugador comença amb dues espècies.
- Escenari Cenozoic: el joc comença al Cenozoic inferior i s'acaba trenta milions d'anys en el futur o quan un jugador evolucioni la primera espècie intel·ligent (bonificació del 50%). Cada jugador comença amb tres espècies.

### Puntuació
La puntuació es calcula segons els següents criteris:
- 1 punt per cada 1.000 criatures controlades en cada actualització de la puntuació (cada 1-4 milions d'anys segons l'època)
- 50 punts per cada espècie evolucionada que no hagi evolucionat abans
- X punts per ser el primer jugador a evolucionar una espècie d'un determinat tipus:
  - Primer amniota (200 punts)
  - Primer diàpsid (100 punts)
  - Primer sinàpsid (100 punts)
  - Primer animal volador (100 punts)
  - Primer dinosaure (200 punts)
  - Primer sauròpode (50 punts)
  - Primer teròpode (100 punts)
  - Primer ornitisqui (100 punts)
  - Primer ocell (200 punts)
  - Primer mamífer (100 punts)
  - Primer marsupial (100 punts)
  - Primer euteri (100 punts)
  - Primer edentat (50 punts)
  - Primer carnívor (100 punts)
  - Primer primat (50 punts)
  - Primer ungulat (100 punts)
- 50% de bonificació per evolucionar la primera espècie intel·ligent

Algunes espècies poden comptar com a primera espècie de diversos grups diferents. Alphadon, per exemple, pot comptar com a primer mamífer i primer marsupial.

## Períodes geològics
El joc és fidel a l'escala de períodes geològics quant a la successió dels diferents períodes. Comença fa 360 milions d'anys al període Carbonífer i acaba 30 milions d'anys en el futur, encara a l'era cenozoica. Tanmateix, malgrat que els períodes se succeeixen en el mateix ordre que en la realitat, la durada de cada període dins el joc difereix de la vertadera, i fins i tot pot variar d'una partida a l'altra. Cada període del joc està separat del següent per una catàstrofe natural.
Aquesta secció tracta els períodes geològics dins el joc. Si busqueu informació més realista, vegeu els articles dels períodes.
- Carbonífer: de –360 a –300 milions d'anys. El món està dominat per amfibis prehistòrics, les temperatures són tropicals arreu del món i les zones equatorials estan plenes de pantans. A latituds més altes, l'hàbitat predominant són les planes i no existeixen els casquets polars. El període acaba amb un episodi de vulcanisme piroclàstic.

- Permià: de –300 a –250 milions d'anys. Els rèptils, que han aparegut a finals del període anterior, prosperen i es converteixen en el grup dominant. Les temperatures arreu del món es desplomen. Als pols, hi ha casquets polars i gran part de les latituds més baixes estan dominades per deserts. A finals del període, apareixen els primers dinosaures. Acaba amb una supernova propera.

- Mesozoic inferior: de –250 a –145 milions d'anys. Els dinosaures es converteixen en el grup dominant. Les temperatures tornen a pujar i hi ha una gran varietat d'hàbitats. A les zones boscoses i costaneres apareixen les primeres aus (arqueòpterix). Rèptils comuns del Permià, com ara Thadeosaurus o Hylonomus, poden continuar prosperant. Acaba amb un petit impacte meteòric.

- Cretaci: de –145 a –65 milions d'anys. Els mamífers entren en escena. Tot i que ja han aparegut abans, és en aquest període que poden començar a consolidar-se, malgrat que continua el domini dels dinosaures. Les aus també poden continuar a desenvolupar-se, i apareixen grans depredadors com Tyrannosaurus. Les zones boscoses i les planes són els hàbitats més comuns. Acaba amb un gran impacte meteòric.

- Cenozoic: de –65 a +30 milions d'anys. L'evolució dels mamífers s'accelera cada vegada més. Comença la lluita per ser el primer jugador a evolucionar una espècie intel·ligent en un món cada vegada més semblant a l'actual. Les espècies del Mesozoic inferior i la majoria de les del Cretaci s'extingeixen. Si cap jugador no aconsegueix evolucionar una espècie intel·ligent, el joc s'acaba 30 milions d'anys en el futur.

## Espècies intel·ligents
Hi ha cinc espècies intel·ligents. Si un jugador aconsegueix evolucionar-ne una, el joc s'acaba en aquell moment. Aconseguir una d'aquestes espècies no implica necessàriament la victòria, ja que el jugador «només» obté una bonificació del 50% de la seva puntuació, que a vegades pot ser insuficient per superar un altre jugador amb molts més punts.
- Homo sapiens: Evoluciona d'Australopithecus[7] i és l'única espècie intel·ligent real que apareix al joc.
- Elephasapiens: Evoluciona de Proelephasapiens i representa la possibilitat que un elefant assolís la intel·ligència. És una espècie fictícia.
- Psitaccisapiens: Evoluciona de Propsittacisapiens i representa la possibilitat que un lloro assolís la intel·ligència. És una espècie fictícia.
- Saurosapiens: Evoluciona de Prosaurosapiens i representa la possibilitat que un velociraptor assolís la intel·ligència. És una espècie fictícia.
- Wombatus sapiens: Evoluciona de Wombatus prosapiens i representa la possibilitat que un uombat assolís la intel·ligència. És una espècie fictícia.

## Llista de gèneres i espècies
Tot i que el videojoc s'hi refereix com a espècies, en realitat la majoria d'animals que hi apareixen estan descrits únicament pel seu gènere. Aquests són tots els tàxons que apareixen al joc:
| - Acanthostega - Àguila - Aïstòpode - Al·losaure - Alphadon - Amphicyon - Ànec - Ancilosaure - Antílop - Apatosaure - Armadillo - Arqueòpterix - Astrapoteri - Australopitec - Bisó - Borhyaena - Braquiosaure - Cabra - Cacops - Camell - Cangur - Castor - Cavall - Centrosaure - Cérvol - Chapalmalania - Chriacus - Coala - Cocodril | - Colom - Compsognathus - Conill - Crusafontia - Deinonychus - Deinosuchus - Dent de sabre - Diacodexis - Diadectes - Diadiaphorus - Diatryma - Dicynodon - Didolodus - Dilofosaure - Dimetrodon - Diplocaulus - Diplodocus - Diprotodon - Driopitec - Driosaure - Edafosaure - Elefant - Elephasapiens - Elginerpeton - Eogyrinus - Eriçó - Escelidosaure - Esquirol - Estegosaure | - Estruç - Gallimimus - Girafa - Glyptodon - Gracilisuchus - Granota - Greererpeton - Helohyus - Hemicyon - Hiena - Hipopòtam - Hoatzín - Homo sapiens - Hyaenodon - Hylerpeton - Hylonomus - Hyopsodus - Ichthyornis - Ichthyostega - Iguanodon - Ilingoceros - Indricoteri - Ischyromys - Lèmur - Leptictidium - Listrosaure - Lleó - Llop - Lloro | - Lycaenops - Macrauchenia - Mamut - Megaloceros - Megateri - Megazostrodon - Mesonyx - Metacheiromys - Miacis - Mico - Mostela - Mussol - Nimravus - Ocell cantador - Ornithosuchus - Ornitorrinc - Os - Os rentador - Osteoborus - Pachyrukhos - Paleoteri - Palorchestes - Pantylus - Paquicefalosaure - Parahippus - Parasaurolophus - Pariasaure - Pelicà - Peltobatrachus | - Peresós - Petrolacosaure - Phenacodus - Phiomia - Phorusracos - Platybelodon - Platyhystrix - Plesiadapis - Poebrodon - Porc senglar - Pòssum - Presbyornis - Procoptodon - Proelephasapiens - Propsittacisapiens - Prosaurosapiens - Protoceratops - Psitaccisapiens - Pterodàctil - Ratolí - Ratolí marsupial - Ratpenat - Rhamphorhynchus - Rinoceront - Rinoceront llanut - Ripidisti - Salamandra - Saltopus - Sargantana | - Scarrittia - Serp - Seymouria - Saurosapiens - Sphenacodon - Steropodon - Tadeosaure - Thrinaxodon - Thylacinus - Thylacoleo - Thylacosmilus - Ticinosuchus - Tigre - Tiranosaure - Tortuga - Triceratops - Tuditanus - Tulerpeton - Uintateri - Uombat - Velociraptor - Ventastega - Vombatus prosapiens - Vombatus sapiens - Ximpanzé - Zalambdalestes |

## Crítiques i acollida
En general, el joc tingué una bona acollida pels crítics: 
- 60/100 a Adrenaline Vault (1997)[8]
- 80/100 a la revista Computer Games Magazine (1997)[9]
- 39/100 a la revista PC Player (1998)[10]
- 3,1/5 a Moby Games[11]
- Gold Award del web Parents' Choice (1998)[4]

També rebé valoracions positives de la revista Electric Games.
S'ha convertit en un dels jocs més comuns als llocs web que ofereixen descàrregues de programari descatalogat.